# Nemanja Nedović
Nemanja Nedović (pronunciat [němaɲa nêːdoʋitɕ]; serbi: Немања Недовић; nascut el 16 de juny de 1991) és un jugador professional de bàsquet serbi que juga al Panathinaikos.
També ha representat a la selecció nacional de bàsquet Sèrbia internacionalment. Fa 1,91 m d'alçada i pot jugar tant de base com d'escorta.